# إبراهيم كوروما
إبراهيم كوروما (بالإنجليزية: Ibrahim Koroma)‏ (مواليد 17 مايو 1989 في فريتاون) لاعب كرة قدم سيراليوني دولي يجيد اللعب في خط الدفاع . يلعب حاليا لصالح نادي تريليبورغ السويدي .

## روابط خارجية
- إبراهيم كوروما على موقع الاتحاد الدولي (مؤرشف)  (الإنجليزية)
- إبراهيم كوروما على موقع اتحاد السويد (السويدية)
- إبراهيم كوروما على موقع قاعدة بيانات كرة القدم.إي يو (الإنجليزية)
- إبراهيم كوروما على موقع ناشيونال فوتبول تيمز (الإنجليزية)
- إبراهيم كوروما على موقع Soccerway.com (الإنجليزية)